# Can Gonteres
|  | Pel que fa a la urbanització de Terrassa, vegeu Sant Miquel de Gonteres. |

Can Gonteres és una masia del municipi de Viladecavalls (Vallès Occidental) inclosa en l'Inventari del Patrimoni Arquitectònic de Catalunya. És situada a la urbanització de Sant Miquel de Gonteres del mateix municipi, vora l'estació de Sant Miquel de Gonteres, al nord de la via del tren.

## Descripció
És una masia situada al nord-est del terme de Viladecavalls. Malgrat haver estat restaurada conserva l'estructura primigènia de gran caseriu. Presenta tipologia de masia de teulada a dues vessants de poca inclinació amb el carener horitzontal a la façana. La inclinació del vessant que dona a la façana és més prolongada que al vessant posterior.
L'edifici principal, el d'habitatge, presenta en la seva façana principal una distribució de les obertures de caràcter horitzontal. En tot el primer pis hi ha un balcó corregut de barana de fusta, que descansa sobre un embigat de fusta. Al segon pis, on hi ha les golfes, s'obren petites obertures gairebé quadrades per sota d'un ràfec incipient amb una sanefa de teules decoratives. Al mig de la façana hi ha un petit contrafort de maó. La porta d'entrada és d'arc rodó adovellat; les dovelles són de diferents mides però ben tallades en regràs. Hi ha un pati davant de la façana on s'ubicava l'era, adaptat a les funcions posteriors de terrassa-bar.

## Església de la Cienciologia
L'Església de la Cienciologia ha comprat la masia per instal·lar-hi la seu catalana. Segons declaracions d'Iván Arjona, president de la secció espanyola de l'Església, l'edifici s'ha adquirit gràcies a 300 donacions de famílies i empreses, que són una part dels 11.000 adeptes que té aquesta religió a l'estat, 4.000 dels quals són catalans.